# Spencer Smith (drummer)
Spencer Smith (Summerlin (Nevada), 2 september 1987) is een Amerikaans drummer. Hij was tot 2015 drummer van de rockband Panic! at the Disco. Smith heeft samen met Ryan Ross de band opgericht toen ze beiden nog op school zaten.
Smith heeft aan vier studioalbums van de band meegewerkt waaronder, A Fever You Can't Sweat Out (2005), Pretty. Odd. (2008), Vices & Virtues (2011) en Too Weird To Live, Too Rare To Die! (2013).
Smith kondigde zijn vertrek uit Panic! At The Disco aan op 2 april 2015 via de officiële site van de band. 

## Vroege Leven
Geboren in Colorado, groeide Smith op in Las Vegas (Nevada) en ging naar Bishop Gorman High School samen met ex-band lid Ryan Ross.

## Begin Carrière
Smith begon met drums spelen als 12-jarige, toen hij voor kerst een drumstel had gekregen, al snel daarna begon hij met Ryan Ross een bandje genaamd Pet Salamander. Ross en Smith coverde vooral nummers van blink-182. Later voegden Brent Wilson en Trevor Howell zich bij het bandje voordat ze Brendon Urie ontmoetten en Panic! At The Disco vormden 

## Panic! At The Disco (2004-2015)
Spencer Smith was de drummer in de Amerikaanse rockband Panic! At The Disco, gevormd in 2004. Fall Out Boy-bassist Pete Wentz ontdekte de band per toeval via het internet en tekende ze snel voor een album, naar zijn label Decaydance Records voordat ze hun eerste show gespeeld hadden. 
In 2007 stuurde leden van The Cab hun demo naar Smith en hij hielp ze met het sluiten van een deal voor een album. Spencer komt voor in de muziekvideo's van "What a catch, Donnie" en "Headfirst slide into Cooperstown on a bad bet" van Fall Out Boy. Ook was hij te zien in de video van Gym Class Heroes's "Clothes off!!" samen met Brendon Urie en ex-bandleden Ryan Ross en Jon Walker. 
In augustus 2013 bracht Smith een open brief naar zijn fans uit, waarin hij sprak over zijn problemen met alcohol en pijnstillers. Op 7 augustus 2013 vertelde Brendon Urie via de site van de band dat Smith niet mee zou gaan op tour en dat hij de hulp kreeg die hij nodig heeft. 
Op 2 april 2015 kondigde Spencer zijn vertrek van Panic! At The Disco aan. 